# Cerberiopsis candelabra
Espèce
Classification APG III (2009)

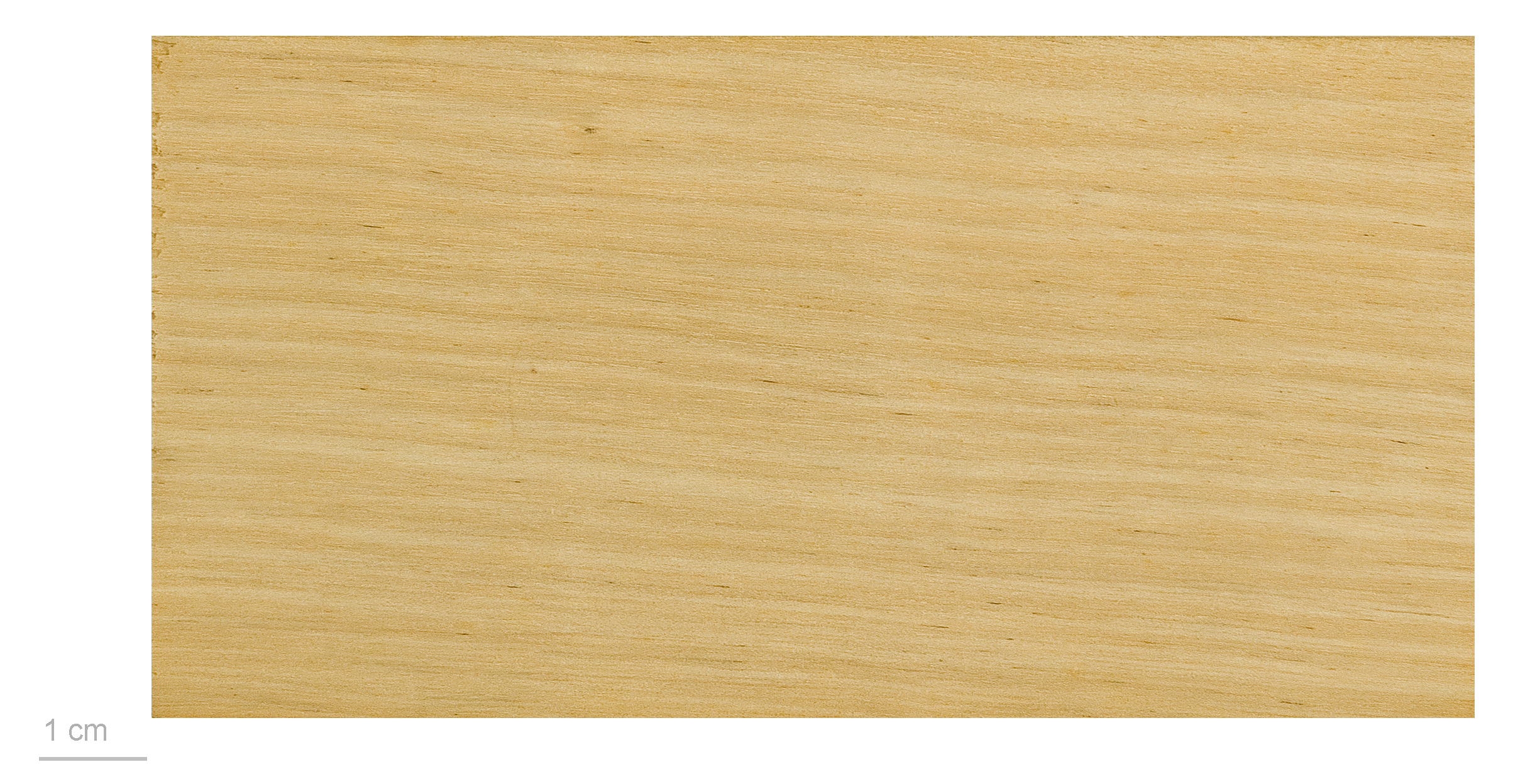
Cerberiopsis candelabra au Muséum de Toulouse.

Cerberiopsis candelabra, le candélabre, est une espèce de plantes à fleurs de la famille des Apocynacées. C'est un arbre endémique de Nouvelle-Calédonie.

## Description
Le candélabre est un grand arbre pouvant atteindre 20 - 30 m de hauteur avec un tronc de 60 - 80 cm de diamètre, à port pyramidal, aux rameaux épais, ornés de cicatrices foliaires, à extrémité arquée vers le haut -en candélabre-, en pseudoverticilles réguliers le long du tronc. Le houppier est lâche et pointu.
L'écorce, gris sombre argenté, est très épaisse et crevassée chez les adultes. Elle exsude à l'entaille un latex blanc visqueux abondant qui coagule à l'air.
Les feuilles sont, simples, alternes, sur un pétiole long de 2 à 3 cm, glabres et lancéolées. Elles mesurent de 35 à 40 cm de long sur 7 à 8 cm de large pour la variété candelabra ; la variété vexillaria a des feuilles plus petites. De couleur vert-foncé brillant sur la face supérieure et à revers blanchâtre, elles sont groupées en bouquet à l'extrémité des rameaux. Chaque feuille présente de 30 à 35 paires de nervures secondaires, plus quelques petites intercalaires, qui sont visibles et grossièrement parallèles entre elles et presque perpendiculaires à la nervure médiane.
Les fleurs blanches légèrement teintées de rouge, en grandes panicules terminales (50 cm), sont très odorantes avec odeur de jasmin.
Le fruit est ailé (samaroïdes à méricarpes fusiformes ou en forme de massue), avec deux ailes à bord supérieur arrondi et retombant, très élargies à la base et sec ; la graine a deux loges et est aplatie.
La fructification est abondante.
Cette espèce est dite « monocarpique », car elle ne produit dans sa vie qu'une seule floraison et une seule fructification qui affectent l'arbre en entier, entraînant sa mort. Le déclenchement de la floraison est aléatoire : elle peut survenir à n'importe quel moment de la vie d'un arbre, souvent après un stress (feu, sécheresse, blessures) et certains peuvent mourir sans avoir jamais fleuri. La « monocarpie » existe dans plusieurs familles de plantes, chez des plantes dites monocaules (avec un seul tronc sans branches, comme le palmier, l'agave, etc.). Le « candélabre » est un des rares arbres ramifiés monocarpiques, comme l'« arbre suicidaire » d’Amérique centrale et du sud (Tachigali versicolor).

## Répartition
Le « candélabre » est présent sur la Grande Terre, surtout dans la partie Sud sur les terrains miniers, à l'état grégaire en abondance, mais il se rencontre de façon éparpillée sur la côte Ouest jusqu'à Poum et sur la côte Est à la base des massifs miniers. Il est aussi présent à l'île des Pins.
Il croît dans la forêt dense humide de basse et moyenne altitude -0 à 400m-, sur sols plus ou moins profonds d'alluvions ou de colluvions issus de roches ultramafiques et plus rarement sédimentaires.

## Nomenclature et systématique
Deux variétés ont été recensées pour Cerberiopsis candelabra :
- Cerberiopsis candelabra var candelabra Vieill. ex Pancher & Sebert (qui correspond à la description précédente)
- Cerberiopsis candelabra var vexillaria (Däniker) Boiteau (aux feuilles plus petites et uniquement présente  à l'île Yandé, au Nord-Est de Grande Terre)[1].

## Utilisation
La graine broyée sert à enivrer les poissons.
Le bois, beige-marron satiné, a l'aspect de bois de noyer européen (sans toutefois les nuances rosées) avec de fines nervures sombres.